# Elena Langer
Elena Langer, née le 8 décembre 1974 à Moscou, est une compositrice d'opéras et de musique classique contemporaine, britannique d'origine russe. Ses œuvres ont été interprétées au Royal Opera House, à l'Opéra de Zurich, au Carnegie Hall, au Richard B. Fisher Center for the Performing Arts et au Théâtre académique musical de Moscou.

## Carrière
Elena Langer étudie le piano et la composition à l'École Gnessin de Moscou et la composition au Conservatoire de Moscou ; en 1999, elle s'installe à Londres et étudie la composition au Royal College of Music (1999–2000) avec Julian Anderson et à la Royal Academy of Music (2001–2003) avec Simon Bainbridge.
En 2002, Elena Langer est nommée premier compositeur en association à l'Almeida Theatre à Londres, et écrit les courts opéras, Ariadne (créée au festival d'opéra Almeida en 2002) et The Girl of Sand [« La Fille de Sable »] (2003), sur des livrets du poète Glyn Maxwell. Ariane a encore été représenté au Festival de Tanglewood, au festival Britten et Strauss à Aldeburgh en 2009, ainsi qu'au Conservatoire de Moscou.
En 2009, son cycle de mélodies Songs at the Well, basées sur des textes folkloriques russes, est joué au Carnegie Hall de New York.
Sa collaboration suivante avec Maxwell, est une courte pièce dramatique appelée Le Présent, qui remporte en janvier 2009, le prix du public à l'Opéra de Zurich lors du nouveau festival d'opéra. L'œuvre traite d'un patient souffrant de la maladie d'Alzheimer. Langer et Maxwell a continué à développer ce dans l'opéra, The Lion's Face [« Le visage du lion »],, qui a remporté un triomphale lors d'une tournée à travers l'Angleterre et du Pays de Galles, (dont quatre représentations au Linbury Studio, Royal Opera House et Covent Garden) dans une production par John Fulljames pour The Opera Group. L'œuvre initie également une collaboration continue entre The Opera Group et de l'Institut de psychiatrie en impliquant en tant que consultant le professeur Simon Lovestone, directeur du centre de l'institut de recherche biomédicale.
Langer reçoit ensuite une commande de Dawn Upshaw pour la composition d'un opéra-comique en un acte à destination du Bard College, dans l'État de New York. L'œuvre qui en résulte, Quatre Soeurs, sur un livret de John Lloyd-Davies, est produit en mars 2012 au Richard B. Fisher Center for the Performing Arts, au Bard College.
En décembre 2012, Songs at the Well, augmenté d'autres morceaux, est dramatisée par Dmitri Belyanuchkine et mis en scène au théâtre académique musical de Moscou, dans une soirée partagée avec L'Aveugle de Lera Auerbach.
En 2012 et 2013, en utilisant les éléments conservés d'une partition de chant, Elena Langer réorchestre l'opéra de 1913 de César Cui, Le Chat botté (Кот в сапогах) pour le Grand Théâtre de Genève, dont l'exécution a lieu en mai 2013.
Elle a composé un nouveau cycle de mélodies pour les Concerts à Cratfield (créé en août 2013) d'après des poèmes de Lee Harwood. Langer a également composé une pièce pour quatuor à cordes avec la « kolesnaya lira » russe (vielle à roue), pour le Kronos Quartet, créée au Théâtre de la Ville à Paris, en mai 2014.
Son opéra Figaro obtient le divorce est créée à l'Opéra national du pays de Galles en février 2016.

## Prix
- 2003 : Prix Priaulx Rainier pour Ariadne
- 2004 : Prix OperaGenesis pour The Umbrella
- 2007 : Prix TeatroMinimo pour Le Présent
- 2009 : Prix du public de l'Opéra de Zurich pour Le Présent
- 2010 : Prix Argus Angel pour excellence artistique, du festival de Brighton, pour Le Visage du lion

## Œuvres (sélection)
- Transformations pour violon et piano, 1996
- La Prière pour violon et chœur juif d'hommes, 1999
- Havdala pour chœur juif d'hommes, 1999
- Triste Voce pour alto seul, 2001
- Platch pour violon et orchestre à cordes, 2001[10]
- Ariane, mono-opéra, 2002
- La Fille du Sable, opéra, 2003
- Two Cat Songs, d'après Daniil Kharms, pour soprano, violoncelle et piano, 2006
- The Evening Flower, pour deux guitares, 2006
- Deuxième mouvement pour hautbois, violon et orchestre à cordes, 2008
- Songs at the Well, cycle de mélodies pour soprano et orchestre, 2009
- La figure du lion, opéra, 2010
- Quatre sœurs, opéra, 2012
- Songs at the Well (élargi), cycle de mélodies avec orchestre, 2012
- Landscape with Three People, mélodies pour soprano, contre-ténor et ensemble baroque, 2013[11]